# Tratado de Altmark

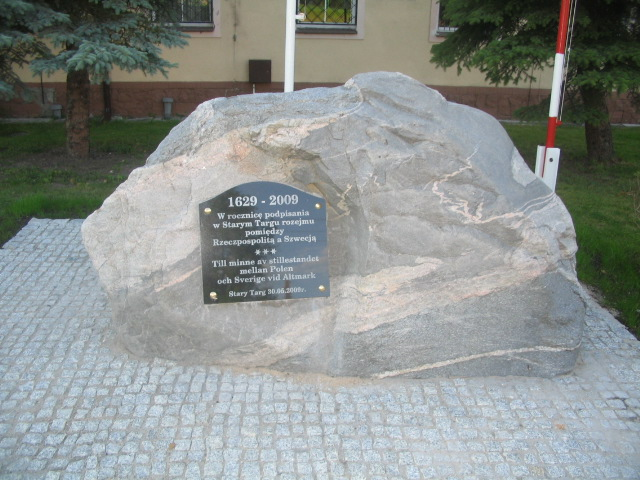
Piedra que conmemora la firma del Tratado de Altmark en Stary Targ.

El Tratado de Altmark fue un convenio firmado el 26 de septiembre de 1629 entre la República de las Dos Naciones y Suecia que puso fin a la guerra polaco-sueca enmarcada en la guerra de los Treinta Años. El pacto se firmó en la localidad de Altmark, actual Stary Targ, próxima a Gdansk.
Las disposiciones del tratado permitieron al Imperio sueco mantener la posesión de la mayor parte de Livonia y la desembocadura del Vístula, pero a cambio debió evacuar el Ducado de Prusia, a excepción de las ciudades costeras. Suecia obtuvo la Livonia situada al norte del río Daugava, pero la parte sureste correspondiente al Latgale permaneció bajo la soberanía de Polonia-Lituania hasta 1772, cuando en el primer reparto de Polonia este territorio pasó al Imperio ruso. El pacto garantizaba asimismo la libertad de comercio a lo largo del Duna.
Además Suecia obtuvo el derecho a dos tercios de los aranceles de los puertos prusianos de Polonia, como Danzig y Elbing, y los del ducado de Prusia por un período de seis años. Estos impuestos le sirvieron para financiar sus operaciones militares de la guerra de los Treinta Años y tuvieron un papel señalado en el fortalecimiento político de Suecia en la Europa de la época.
El Tratado de Altmark se prorrogó por veintiséis años mediante el Tratado de Stuhmsdorf de 1635. En él, Suecia cedió sus derechos en los puertos de Prusia a cambio de que Polonia le entregase la mayor parte de Livonia, incluyendo la ciudad de Riga, aunque esta conservó la región de Daugavpils. El Tratado de Altmark se firmó poco después de que las tropas imperiales y las polaco-lituanas venciesen a los suecos en las cercanías de Sztum, choque en el que el rey Gustavo II Adolfo de Suecia casi fue capturado. Recibió varias heridas y fue salvado por uno de sus hombres, Éric Soop.